# Vairé
Vairé település Franciaországban, Vendée megyében. Lakosainak száma 1951 fő (2022. január 1.). Vairé Saint-Julien-des-Landes, L’Île-d’Olonne, Landevieille, Brem-sur-Mer, Saint-Mathurin és Les Achards községekkel határos.

## Népesség
A település népessége az elmúlt években az alábbi módon változott:
| Lakosok száma | 1578 | 1633 | 1688 | 1665 | 1727 | 1744 | 1814 | 1883 | 1951 |
|               | 2013 | 2015 | 2016 | 2017 | 2018 | 2019 | 2020 | 2021 | 2022 |